# Arnold Stang

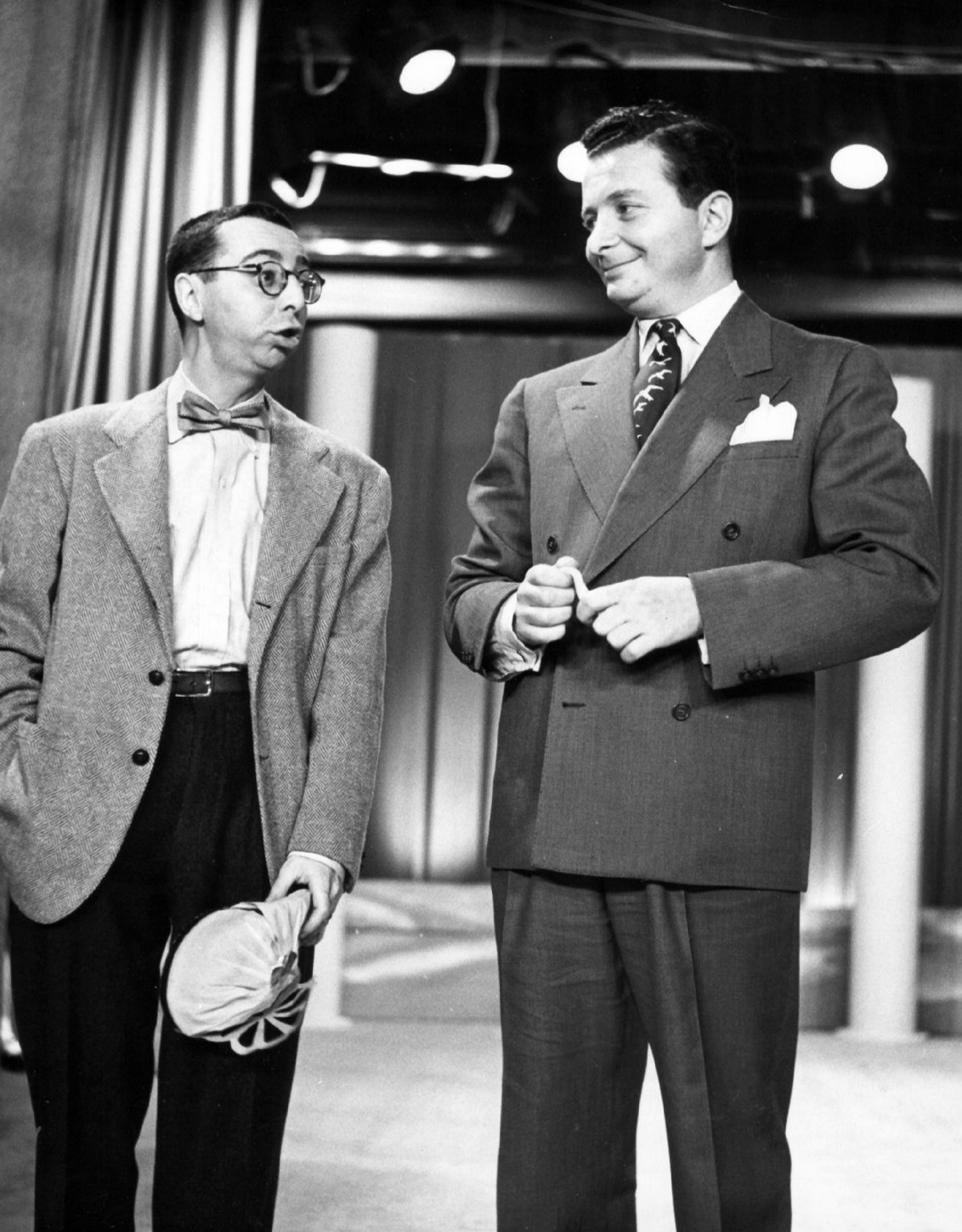
Arnold Stang till vänster tillsammans med komikern Henry Morgan.

Arnold Stang, född 28 september 1918 i New York, död 20 december 2009 i Newton, Massachusetts, var en amerikansk komiker och skådespelare. Stang var bland annat känd för sina många radio- och TV-framträdanden. Han var röstskådespelare till flera tecknade figurer, bland annat var han originalrösten för T.C. i den animerade TV-serien Top Cat på 1960-talet. Han gjorde även ett mindre antal spelfilmsroller.

## Filmografi i urval
- 1955 – Mannen med den gyllene armen
- 1962 – Bröderna Grimms underbara värld
- 1963 – En ding, ding, ding, ding värld
- 1969 – Herkules i New York
- 1977 – Raggedy Ann & Andy: A Musical Adventure (röst)
- 1990 – Titta han spökar
- 1993 – Dennis